# 경성종로공립심상고등소학교

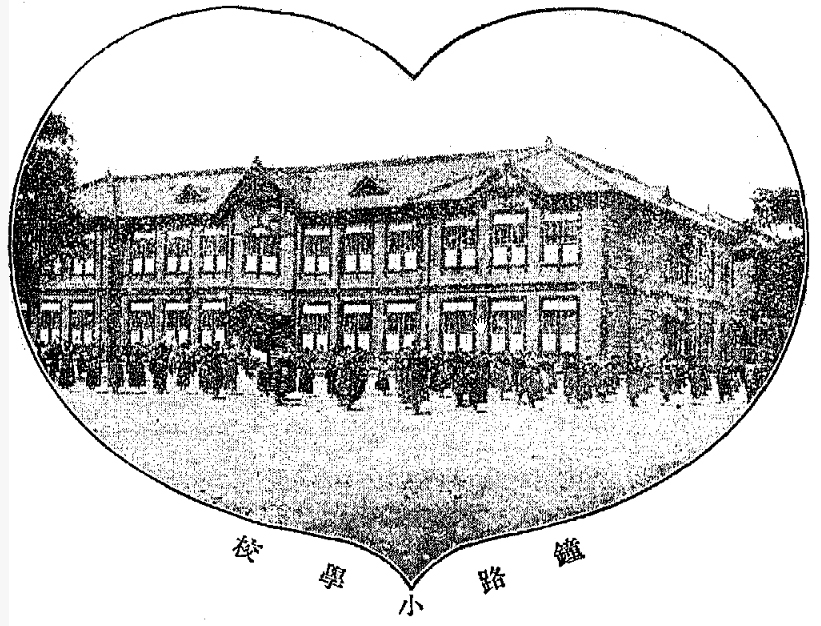
종로소학교

경성종로공립심상고등소학교(京城鐘路公立尋常高等小學校)는 1911년 일제 강점기 조선 경성부에 설립된 공립 교육 시설이다. 약칭으로 ‘종로소학교’라고도 불렸으며, 정규 소학교(심상과)에 고등과 교육과정이 부설되어 있는 학교이다. 고등소학교라는 명칭은 1941년(조선에서는 1943년) 개정교육령에서 국민학교라는 이름으로 바뀌지만 교육과정이 단일화되지는 않았다. 1912년 6월 2일에 교사를 신축하여 낙성식을 거행하였다.

## 같이 보기
- 일제 강점기의 교육